# John Fitch (autóversenyző)
John Cooper Fitch (Indianapolis, Indiana, 1917. augusztus 4. – Lime Rock, Connecticut közelében, 2012. október 31.) amerikai autóversenyző, mérnök, feltaláló, akinek tevékenysége különösen a közlekedésbiztonság, és azon belül is a passzív biztonság terén jelentős. Autóversenyzőként az első amerikai volt, aki az európai kontinensen is jelentős sikereket tudott elérni.
18 évet felölelő versenyzői pályafutása alatt több sikeres versenyautót is épített és számos rangos futamot nyert meg, amelyek közül kiemelkednek az 1953-as Sebringi 12 órás autóverseny, az 1955-ös győzelmei a Mille Miglián és a RAC Tourist Trophy-n. A Briggs-Cunningham csapattal elért 1950-es Le Mans-i eredményei révén került a Mercedes-Benz gyári csapatába, ahol különleges szerepet kapott az 1955-ös Le Mans-i katasztrófa idején. A tragikus baleset hatására kezdett foglalkozni a versenyzés és a közúti közlekedés biztonságával, ahol a mai napig kiható eredményeket ért el. Megmérette magát a Formula–1-ben is, de két indulása során nem sikerült pontot szereznie. 1964-es visszavonulását követően csapatvezetőként, majd pályaépítéssel, versenybiztonsággal kapcsolatos tanácsadóként tevékenykedett, utóbbi szerepében még a 90-es éveiben is gyakori vendég volt a versenypályákon. Számos találmányával emberi életek ezreit mentette meg, és az általa kidolgozott eszközök világszerte óvják a közúti közlekedés résztvevőinek életét és testi épségét.

## Korai évei
John Fitch az Indiana állambeli Indianapolisban született 1917. augusztus 4-én. Egyenesági leszármazottja a XVIII. században élt John Fitch feltalálónak, aki Robert Fulton előtt, 1791-ben kapott szabadalmat az általa kidolgozott gőzhajóra. Mostohaapja, George Spindler, a Stutz autógyár ügyvezetőjeként korán megismertette vele az autóversenyek világát, gyermekként láthatta az akkor még tégla burkolatú, The Brickyard becenevű indianapolisi oválpályán az Indy 500 versenyeket.
A Kentucky Military Institute hallgatója volt, majd az évtized vége felé a Lehigh University építőmérnöki képzésében vett részt. 1939-ben a nagyapai örökségéből Európába utazott, majd a háború kitörésekor megpróbált önkéntesként a brit légierőhöz csatlakozni. Mivel a briteknek éppen több pilótája volt, mint repülőgépe, elutasították. Visszatérve az Egyesült Államokba, körbevitorlázta a Mexikói-öblöt Sarasotától New Orleansig. Mivel a repülés gyerekkori álma volt, ismét próbát tett, és 1941-ben önkéntesként bevonult a légierőhöz. Észak-Afrikában Douglas A-20 Havoc könnyűbombázókkal repült, majd Angliában harcolt. Már kapitányi rangban szolgált, amikor P–51 Mustang gépével egy bombázókat kísérő bevetésen, amerikai pilótaként az elsők között sikerült lelőnie egy Messerschmitt Me 262 gázturbinás vadászrepülőgépet. „A levegőben nem tudtuk elkapni őket, ahhoz egyszerűen túl gyorsak voltak. De szerencsém volt lecsapni egyre, ami éppen felszállt. Így viszonylag egyszerű volt.” – hárította később az elismeréseket. Négy év szolgálat után, mindössze két hónappal a háború vége előtt lelőtték és német hadifogságba esett.

## Autóversenyzői pályafutása

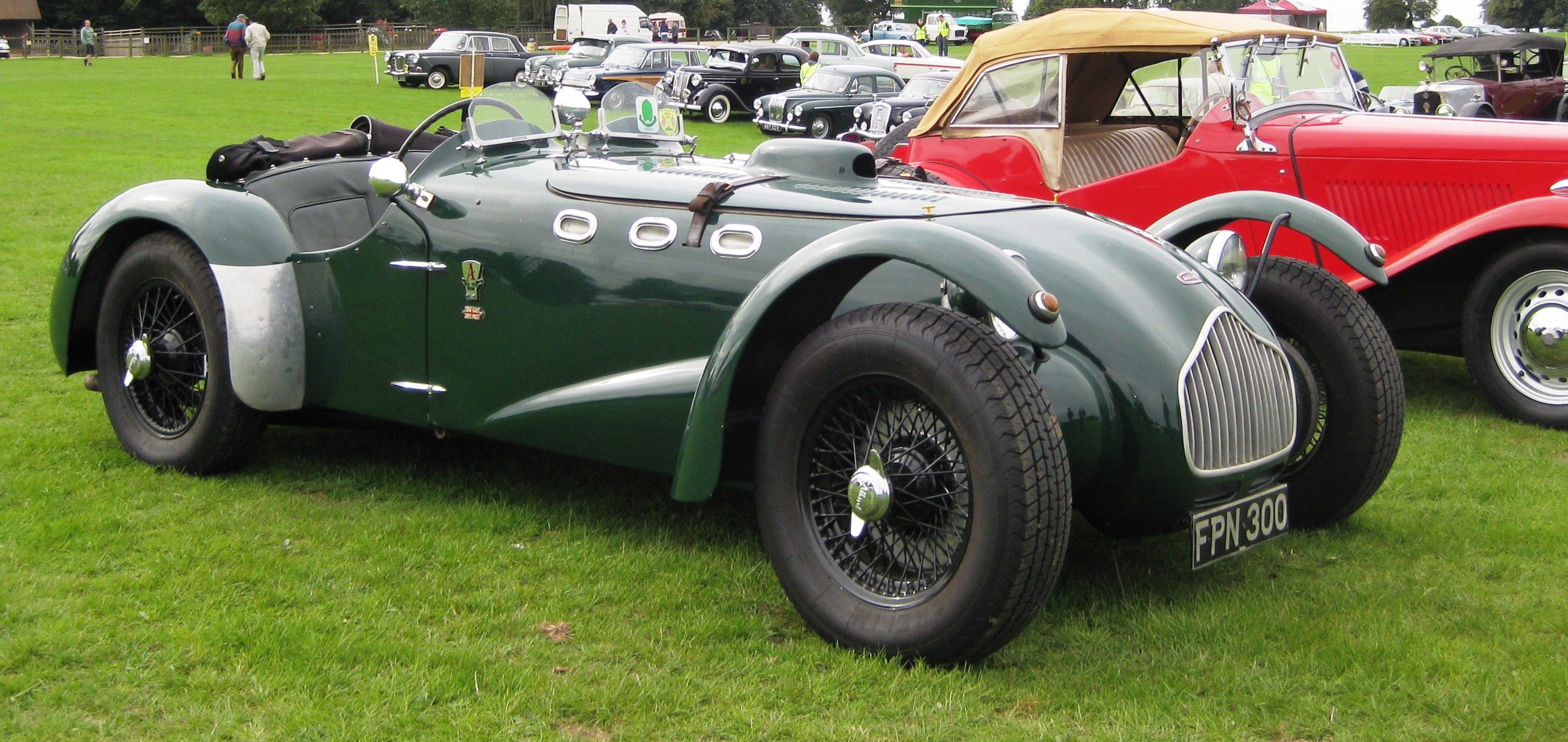
Allard J2 1951-ből

Érdekes módon, az Indy 500 még nem kötötte le a figyelmét („autók mennek körbe-körbe – ebben meg mi a jó?” – szokta volt mondogatni), azonban a háború kitörése előtti angliai utazása során tanúja volt, hogy az autóverseny más, sőt, érdekes is lehet. Ez nem az a „körkörös kör” („roundy round”) mint az oválpálya! Itt az autókkal fékezni is lehet, és mindkét irányba tudnak kanyarodni! A brooklandi verseny kifejezetten felkeltette az érdeklődését, így a háború után a New York állam-beli Bridgehampton pályáján MG-TC(en) autókkal próbálgatta a szárnyait, mint sokan mások. Fitch azonban a sokan másokkal ellentétben jó is volt, így feltűnt Briggs Cunningham(en) számára is, aki rábeszélte, hogy próbálja ki magát az 1951-es Argentin nagydíjon. Ütőképes autót azonban nem tudott venni hozzá, de szerzett egy karambolos Allard-Cadillac J2 kocsit, és azt helyrepofozta. Fitch személyiségére, humorára jellemző, hogy gyakran mesélte erről a következőt:

| „            | Az alvázkeret elgörbült, ezért kikötöttem egy tölgyfához, és addig tolatgattam vele, amíg elfogadható formát nem kapott. Nos, ezzel sikerült megnyernem a versenyt, és kaptam egy trófeát, amit Eva Perón személyesen adott át, és még egy puszit is kaptam tőle… na de nem sokra rá meg is halt! | ” |
| – John Fitch | |   |

 Ezzel a győzelemmel Fitch magához ragadta az akkor alapított SCCA(en) első nemzeti bajnoki címét. A nagydíj trófeája mellé Juan Domingo Perón tábornok még pártjának tagjai közé is felvette, mintegy ajándékba.

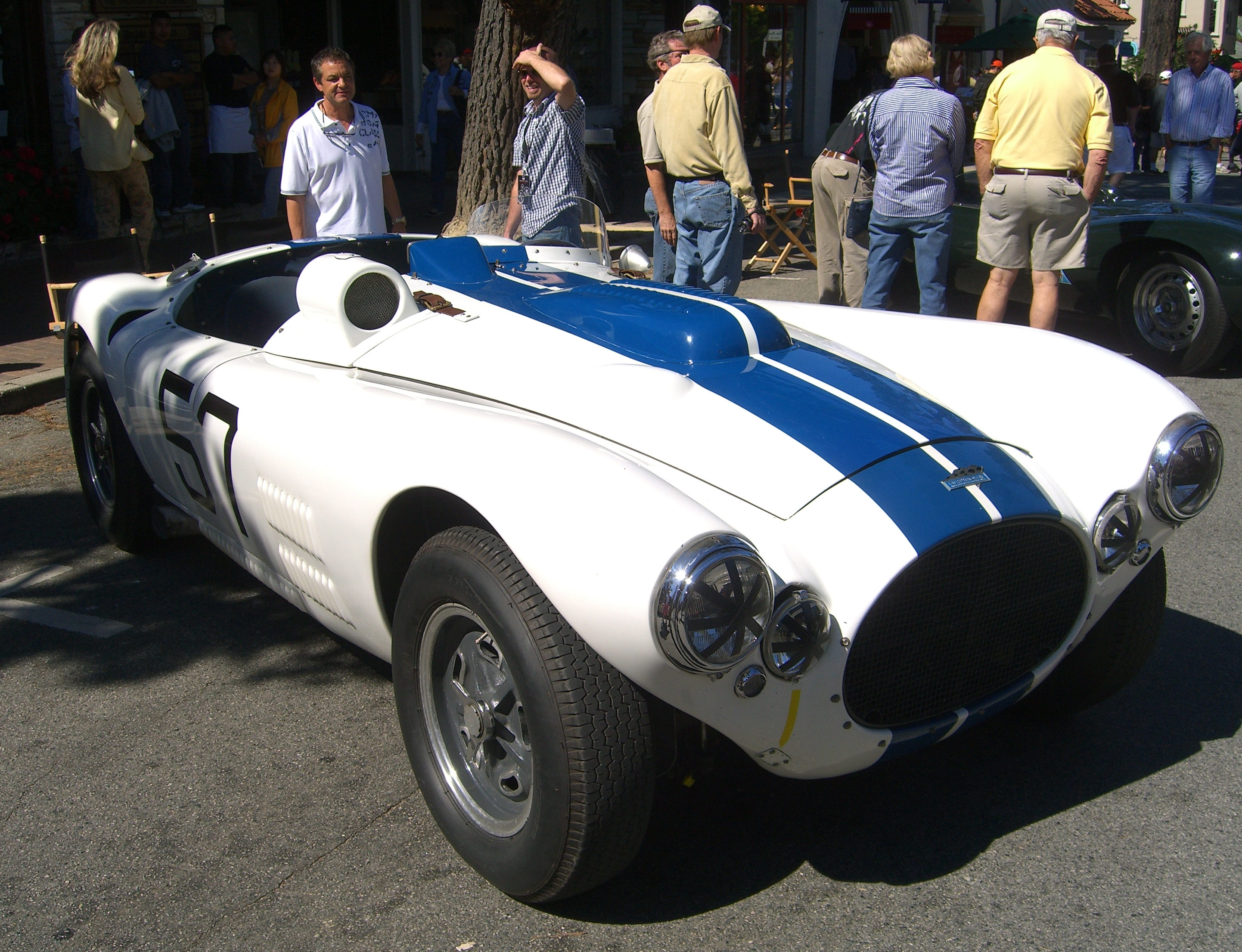
Cunningham-Chrysler C-4R versenyautó 1952-ből – 1953-ban ezzel a kocsival nyert Fitch Sebringen

Fitch azonban inkább támaszkodott Cunningham támogatására, és az ő anyagi segítségével olyan versenyautók kormánya mögé ülhetett, amelyekkel a képességei megmutatkozhattak. Az Elkhart Lake vagy Watkins Glen közutakon rögtönzött Midget versenye akkoriban még újdonság volt, az ott aratott győzelmeinek valójában nem volt igazi presztízsük, és Cunningham nagyobbat álmodott: Le Mans-t vette célba. Az álom 1952-ben vált valóra, amikor Fitch a Cunningham C-4R versenyautóval a leggyorsabb edzéskört futotta, és csak azért kellett feladnia a versenyt, mert a szervezők nem megfelelő üzemanyagot biztosítottak neki. Fitch nem kért az összeesküvés-elméletekből, és helyén kezelte az esetet. John Wyer, a nagy esélyes Aston Martin akkori csapatfőnöke (későbbiekben a Ford Advanced Vehicles igazgatójaként a Ford GT-k egyik „atyja”) elképedt Fitch edzéselsőségén: „Sosem hittem volna, hogy meg tudnak verni minket. Különösen nem, hogy amerikaiak teszik!” – nyilatkozta.
Fitch találkozott az autóversenyzés veszélyesebb oldalával is. Reimsben egy Cunningham C-5R-rel 225 kilométer per órás sebességgel bukott, ami előtt a csapat teljesen értetlenül állt: az autó egyszerűen és teljesen váratlanul elrepült a pályáról. Jó negyven évvel később derült fény az okra: formai kialakítása révén a kocsi elnagyolt szárnyként működött.

| „            | Hihetetlen, mennyire keveset tudtunk az aerodinamikáról azokban az időkben. A C-5R áramvonalazása érdekében ellapították a végeit és lekerekítették a sarkait, és amit valójában elértek, az nem volt más, mint egy durva szárny. Végigmentem a gyors jobb íven, épp a bokszok után, ugyanolyan sebességgel, mint előtte végig a versenyen, de lehetett valami extra széllökés ami megnövelte a kocsi fölött a légáramlás sebességét a kritikus érték fölé, és az autó egyszerűen felemelkedett. Umberto Maglioli jött utánam a Ferrarijával, és azt mondta, hogy magasabbra repültem a telefonpóznáknál. | ” |
| – John Fitch | |   |

Fitch későbbi munkásságát befolyásolhatta az a tény, hogy a bukást egy, a repülésben használt, ötpontos biztonsági öv jóvoltából élte túl. Az övet Cunningham ösztökélésére szerelték bele a kocsijába, egyébként a biztonsági öv rendkívüli ritkaság volt még a versenyautókban. „Csak azért viseltem, mert Briggs ragaszkodott hozzá. Olyan volt, mint egy nagyra nőtt kiscserkész. Mindig mindenkiről gondoskodott.” – emlékezett vissza 2012-ben egy interjúban.

### A Mercedes-kapcsolat

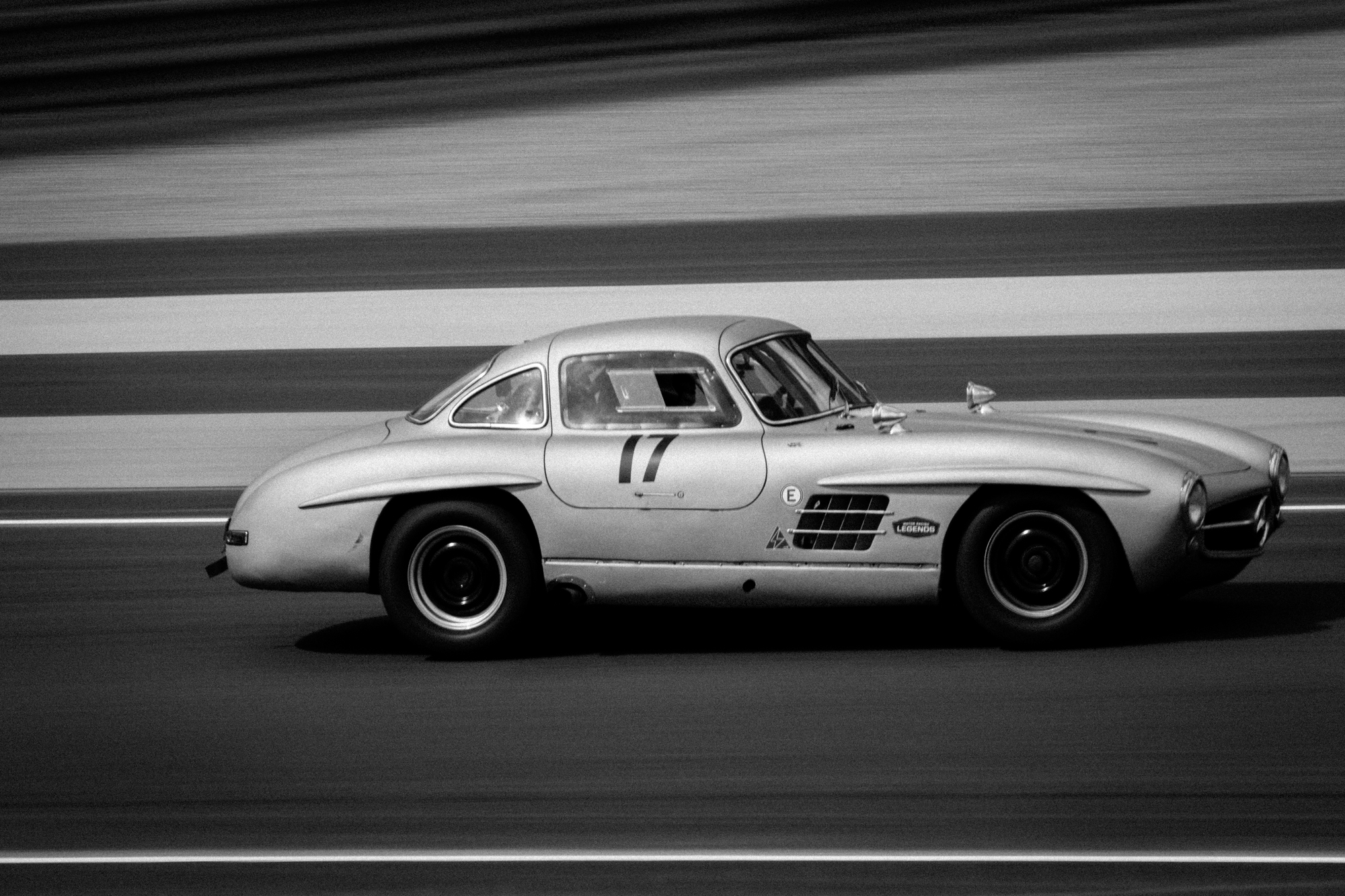
Egy 1955-ös Mercedes-Benz 300SL kupé egy 2015-ös veterán rendezvényen

Valójában az 1952-es Le Mans-i kudarc segítette Fitch továbblépését a csúcs felé. Lenyűgözte őt a Mercedes-Benz 300SL(de) teljesítménye és szépsége, és a Mercedes-Benz csapatot is Fitch versenyzése. Amikor Fitch odament a német csapathoz, hogy gratuláljon az új autóhoz, Rudi Uhlenhaut(de), a csapat főmérnöke váratlan ajánlatot tett: próbálja ki pár körön a kocsit a legközelebbi, nürburgringi futam után. Az ajánlat csak egy udvariassági gesztus volt, de a benne rejlő előrelépési lehetőség nyilvánvalónak tűnt. Amikor sor került a tesztvezetésre, a Mercedes éppen egy gyújtási probléma megoldásán küzdött, és kisebb gondjuk is nagyobb volt annál, hogy egy amerikai újonc úrvezetővel foglalkozzanak. Amikor végre beülhetett a kocsiba, a csapat menedzsere, Alfred Neubauer(de) csak annyit mondott: „Lassan menjen. Ne tegye tönkre az autót. Ha kinyírja magát, az a maga baja.” Fitch azonban készült, és egy ismerőse, bizonyos Ferry Porsche jóvoltából számos kört megtett addigra a rendkívül hosszú és veszélyes pályán, és alaposan megismerte: a kölcsön kapott Porsche 356-ossal a GT betétfutamon a mezőny közepéről a harmadik helyen végzett. Így aztán a két Mercedeses próbakörből is három lett, Fitch szárnyalt, és Neubauer azzal búcsúzott el tőle, hogy majd keresik, ha adódik valami.
Fitch elbűvölő egyéniség volt, de nem a türelme miatt. Javaslatokkal, pályaadatokkal, időjárási információkkal bombázta Neubauert, hogy a 300SL-ek induljanak a Carrera Panamericana(es) versenyen, ami egyáltalán nem szerepelt sem a Mercedes programjában, sem a költségvetésében. „Túl nagy verseny és túl messze van” – próbált védekezni Neubauer. Fitch azonban nem csak a pályán tudott győzni, és elérte, hogy 1952. október 26-án ő vezesse az ezüst 300SL roadstert(en) a különleges versenyen, Eugen Geigerrel az oldalán. Nem nyertek. Kivívta azonban Neubauer bizalmát és tiszteletét, és innentől egyenes út vezetett ahhoz, hogy a Mercedes 1955-ös szupercsapatába helyet kapjon olyan sztárok mellett, mint Juan Manuel Fangio, Stirling Moss, Karl Kling(de), Pierre Levegh, André Simon, Peter Collins, Werner Engel(fr), Olivier Gendebien, Hans Hermann(fr), Piero Taruffi és Wolfgang von Trips. A Mercedes igazi All Star válogatottat állított pályára, hogy minden idők legnagyszerűbb csapata legyen. Abban az évben két olyan verseny volt, ami John Fitch pályafutására rendkívüli hatással volt. Az első a Mille Miglia, amin egy széria kivitelű „abszolút utcai” Mercedes-Benz 300 SL kupéval indult, aminek annyira rossz volt a felfüggesztése, hogy az övükkel kellett felkötözniük – és ezzel a kocsival szenzációs helyezést ért el. Saját kategóriájában elsőként, összesítésben a szinte hihetetlen ötödik helyen futott be Bresciába. Az abszolút első Moss 300SLR-je volt, a második Fangio, szintén 300SLR-rel, aztán egy Ferrari és egy Maserati, szintén gyári versenyautók következtek – Fitch teljesítménye minden várakozást felülmúlt.
Moss a Mille Miglián egy érdekes újítás segítségével érte el mindenkit megszégyenítő sikerét. A vallásos olasz helybeliek között elterjedt egy legenda, hogy a nagyszakállú ember, aki vele utazott a kocsiban, egy pap volt, aki végig a Bibliából olvasott fel neki és imádkozott a győzelmükért. Ez persze csak legenda volt, a szakállas utas Denis Jenkinson volt, és az útvonal leírását olvasta és mutogatta Mossnak (mert hallani nem hallották egymást a kocsiban). Az itiner egy hosszú papírcsíkra volt felírva, amit „Jenk” egy dobozban, két henger között mozgatott, és egy plexi lapon keresztül olvasott le. Finch úgy emlékezett erre, hogy az egész konstrukció az ő ötlete volt, Jenkinson szerint Moss készítette a dobozt – de ő is elismeri, hogy az ezer mérföldes „kör” ilyen formán való navigálása Fitch nagy találmánya. Eredetileg ugyanis Fitch oldalán tervezte megtenni a távot, és el is kezdték a felkészülést, amikor Moss meghívta, hogy tartson inkább vele. Fitch nagyvonalúan beleegyezett, és végül egy ismeretlen német újságíróval az oldalán vágott neki a futamnak, akinek fogalma sem volt az egész útvonalról. Ennek tudatában még nagyobb csoda Fitch abszolút ötödik helye.
A csoda megalapozta a helyét a Le Mans-i csapatban is, ahol a 19-es rajtszámú 300SLR-rel, Levegh váltótársaként nevezték. A sors úgy hozta, hogy mire az autóba ülhetett volna, az már nem létezett többé.

### Az 1955-ös „Le Mans-i katasztrófa”

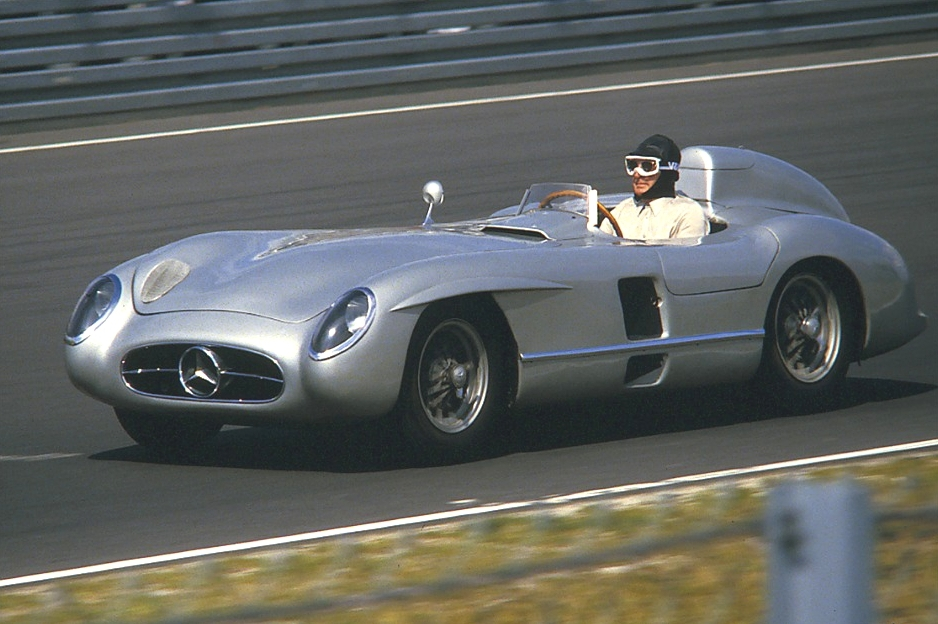
Egy Mercedes-Benz 300 SLR, hasonló ahhoz, mint amit Levegh és Fitch 1955-ben vezetett

Az 1955-ös Le Mans-i 24 órás verseny tragikus balesetbe torkollt. A futam elején Fangio ruhája beleakadt a sebességváltó karjába, és elég rosszul sikerült a rajtja. A nagy rivális, Mike Hawthorn (Jaguar D-Type) és Eugenio Castellotti (Ferrari 121LM) szabályos sprintversenyt kezdeményezett a vezető helyért, ami egy hosszútávú megbízhatósági versenyen rendkívül szokatlan, de Fangio felvette a kesztyűt. A verseny két és fél órája tartott, amikor Hawthorn bokszkiálláshoz készülve hirtelen fékezett Lance Macklin (Austin-Healey) előtt, aki megpróbálta elkerülni, és úgy keveredett Levegh Mercedese elé, hogy az ráfutott. A kocsi a fő tribün előtt a nézőket védő sánc tetejére csapódott és kigyulladt, lángoló alkatrészei több mint nyolcvan ember életét oltották ki, köztük Leveghét is. Fitch éppen Levegh feleségével beszélgetett, és ő vitte meg az özvegynek a versenyzőtársa halálhírét is. Fitchben a mérnök és az úriember legyőzte az autóversenyzőt, és felhívta Neubauer figyelmét, hogy a szörnyű események milyen hatással lehetnek a Mercedes megítélésére: tíz évvel a világháború után, francia földön, németek által okozott szerencsétlenség a még elevenen élő háborús emlékek fényében különösen súlyos dolog volt. Neubauer a stuttgarti központtól csak éjfél után kapott engedélyt arra, hogy a Mercedes feladja a versenyt (amit a szervezők a mentés zavartalanságának biztosítása érdekében nem állítottak le, hogy az oda vezető szűk utakon ne alakuljanak ki forgalmi dugók). A Mercedes az évadot még befejezte, de évtizedekre kivonult az autósportból. Fitch hamar ráébredt, hogy a tragédia valódi oka magában a pályában és az ottani körülményekben rejlett, és élénken foglalkoztatni kezdte a versenyek, versenyzők és a nézők biztonsága.

### Le Mans után
Az események hatására több versenyt is kihagytak vagy végleg megszüntettek: abban az évben törölték a nürburgringi futamot és véglegesen megszűnt a mexikói Carrera Panamericana. Szeptemberben Fitch Stirling Moss váltótársaként egy 300SLR-rel indult a dunrodi Tourist Trophy-n, ahol három versenyző (Jim Mayers, Bill Smith és Richard Mainwaring) lelte halálát. Fitch a pályát úgy jellemezte, hogy „őrült hely, nagyon szűk és nagyon gyors”. Moss saját kategóriájában, mondhatni saját térfélen versenyzett, és Fitch mindössze fél órát töltött a pályán, amíg „A Srác” pihent egy kicsit. Moss lekörözte a második helyen végző Klinget és Fangiót, így Fitch is első helyen tudhatta magát.
Neubauer a Targa Florióra új párral indította Fitch-et, az ír Desmond Titteringtonnal, aki a Trophyn még Hawthorn váltótársa volt. Fitch erről a versenyről a legemlékezetesebb dolognak a Mercedes 300SLR strapabírását tartotta. A kocsi oldalával csúszott egy kőfalnak, olyan erővel, hogy mind a négy kerék elemelkedett a talajról, majd az autó visszazuhant, ő pedig tovább tudott hajtani. Moss és az akkori párja, Peter Collins is komoly ütközésekkel tették próbára a versenyautót és a Mercedes szerelőit, végül a tíz órás versenyen mindössze öt perccel végeztek az első helyen Fangio és Kling előtt, Titterington és Fitch csekélynek számító 12 perccel lemaradva negyedikek lettek.

### A General Motors és a Corvette
A szezon végén a Mercedes bejelentette, hogy visszavonul az autóversenyzéstől, főleg a Le Mans-i tragédia hatására. Fitch három év európai versenyzés után visszatért az Egyesült Államokba, ahol Ed Cole(en), a General Motors akkori vezető mérnöke meggyőzte, hogy segítsen a hírhedten versenyképtelen Chevrolet Corvette-ből győztest csinálni. „Nem olyan autó volt, amivel bárki is versenyezni akarna” – emlékezett vissza Fitch. Csak egy szépséges utcai sportkocsi, ami egyetlen kört sem lett volna képes meghibásodás nélkül teljesíteni. Az autó túl nehéz volt és túl gyenge, és Cole kérését még a Corvette szülőatyja, Zora Arkus Duntov is elhárította. John Fitch megfelelő kihívást talált és felnőtt a feladathoz.
Sok küzdelem után az eredmények első jele a Daytona Beach-en elért 145 mérföldes sebesség (233 km/h), ami szériaautós rekord volt. Az 1956-os sebringi megmérettetésen Walt Hansgennel(en) sikerült egy összesített kilencedik helyet elérniük, ami azonban azt jelentette, hogy a kategóriájukban elsők voltak. „Ez kevesebb volt, mint amire számítottunk, de jóval több, mint amit kiérdemeltünk” – állapította meg a rá jellemző tárgyilagossággal. Valójában a csapat sem volt tudatában annak, hogy a sikerekben mekkora Fitch része, de tény, hogy a sikerek az ő irányítása alatt kezdtek jönni.
A következő évben Piero Taruffival és az új Corvette SS-szel indultak, de kiestek. A Corvette-ek igazi sikere még nem ért el a versenypályákig, bár a vásárlók körében népszerű volt a típus. Pár év múlva a régi jó barát, Briggs Cunningham jött segítségül: az 1960-as Le Mans-i 24 órás autóversenyre három Corvette-et vitt. Az autók krónikus túlmelegedésén a Briggs-Cunningham csapat vendégeinek fenntartott jég segített valamennyit, és emberfeletti küzdelem árán Fitchnek és az eredetileg Ferrari-pilóta Bob Grossmannek sikerült az összesített nyolcadik helyre behozni a kocsit, ami látványos kategóriagyőzelmet jelentett. Hasonlót csak 41 év múlva sikerült elérni Corvette-tel.

### 1960-tól 1966-ig
Fitch a hatvanas években többnyire a Briggs-Cunningham csapattal versenyzett, számos típussal, a Jaguar D-Type, Maserati, Lister-Jaguar, Cooper Monaco és Porsche volánja mögött is indult. Utolsó versenye az 1966-os sebringi 12 órás futam volt, a régi barát Briggs Cunninghammel, mint váltótárssal. A Porsche 904-esük szeleprugójának törése miatt idő előtt be kellett fejezniük a versenyt. Fitch ekkor 48 éves volt már (Briggs Cunningham pedig 59) és mindkettejüknek ez volt az utolsó versenye. Fitch az autóversenyzéstől azonban nem vált meg.

## Lime Rock Park
Még 1956-ban Jim Vaill ajánlott egy tervet John Fitchnek: az apjától örökölt birtokon szeretett volna egy versenypályát kialakítani Watkins Glen mintájára. A nyomvonalat Fitch a Cornell University Aeronautical Labs mérnökével, Bill Millikennel(en) tervezte meg. Eredetileg egy hosszabb pályát akartak, de finanszírozási problémák miatt a pálya hegyre felkanyargó részéről le kellett mondaniuk, így az eredetileg rövidebb változatnak szánt, mindössze 1,53 mérföldes (2462 méteres) nyomvonal valósulhatott csak meg. Az 1957-ben átadott Lime Rock Park versenypályát azóta is csak két kisebb módosítás erejéig változtatták meg, a nyomvonal gyakorlatilag változatlan – ami egyedülálló az amerikai versenypályák között. Rendszeresen futottak az aszfaltján SCCA, MG-TC, NASCAR Busch North Series és Grand-Am versenyeket, és előszeretettel veszik igénybe gyártók is, mint a Ferrari vagy a Renault a termékeik amerikai népszerűsítésére.
A pálya jellegzetessége, hogy nincsenek nagy lelátók, és felületes szemlélő számára rendkívül egyszerű a vonalvezetése. A környék azonban remek rálátási lehetőségekkel szolgál, ahonnan a nézők biztonságosan és mégis a jelenlét élményével kísérhetik nyomon a versenyeket. A versenyzőkre minden kanyarban kihívást jelentő apró „finomságok” várnak, amelyek technikai tudást és átgondolt vezetést igényelnek. A pálya biztonsági szempontból a mai napig korszerűnek számít, mivel Fitch itt próbálta ki azokat a passzív védelmi megoldásokat, amelyeket a versenyzők, a nézők és a közlekedők életének megóvására kidolgozott.
A pályát Fitch irányította, ennek érdekében Lime Rockba költözött a családjával. A haláláig rendszeresen látható volt a bokszutca környékén, és gyakran feltűnt a pályán is Fitch Phoenix autójával – amit Chevrolet Corvair alapokra épített.

## Fitch sportkocsik
Fitch már az ötvenes évek elején felhasználta mérnöki ismereteit is, hogy új, jobban használható konstrukciókat alakítson ki. A két akkori „Fitch modell” közül az első a Fitch Modell B (becenevén „Fitch Bitch”, illedelmes fordításban „Fitch szukája”) volt, ami alapjaiban egy Fiat 1100 alvázból és egy kis Ford 60 lóerős V8-as Flathead motorból állt, amit egy módosított Crosley karosszéria alá épített. A kis versenyautó motorja kimondottan a Midget-versenyzésre volt kihegyezve, és kiválóan be is vált.
A második „Fitch modell” a Fitch-Withmore Jaguar volt, alapvetően egy Jaguar XK-120, amelynek a karosszériáján a képregény-rajzolóként is ismert Coby Withmore terveit is felhasználva 800 fontot, azaz közel 363 kilogrammot jóval könnyebb alumínium elemekkel helyettesített. Ez az autó is nagyon sikeres volt. E két modellt jóval később további három követte.
1966-ban, miután sikeresen piacra segítette a Chevrolette Corvair Fitch Sprint változatát, úgy ítélte meg, hogy a Corvair hathengeres léghűtéses boxermotorja és sport futóműve jó alap lenne „az amerikai Porsche” számára. Az új modell vonalait ismét a régi barát, Coby Withmore álmodta meg, akivel a Fitch-Withmore Jaguar-en is dolgozott, és az olasz Intermeccanica gyártotta le az acél karosszériát. A Fitch Phoenix eredetileg 500 darabos szériának indult, de csak egyetlen példány készült el, mielőtt Ralph Nader fogyasztóvédelmi aktivista az Unsafe at Any Speed című könyvével romba döntötte a Corvairt, ami Fitch projektjét is magával rántotta. Az ötven év után is futurisztikus és gyönyörű autó egészen megalkotója haláláig rendszeres használatban volt, és megbízhatóan működött, és rendszeres vendége volt a Greenwich Concurse d'Elegance bemutatóknak is. 2014. június 1-én, az alkotója halála után a Bonhams éppen egy ilyen bemutató aukcióján értékesítette 253 000 dollárért.  A vásárló Georges Mallory, connecticuti gyűjtő, Fitch iránti szeretete által vezérelve vette meg az autót.

## Találmányai és gazdasági tevékenysége
John Fitch nem csak a versenyautók fejlesztésében és tökéletesítésében vett részt, hanem – főleg versenyzői pályafutása után – műszaki területen is sokoldalúan kamatoztatta tudását.

### Biztonságtechnikai fejlesztések

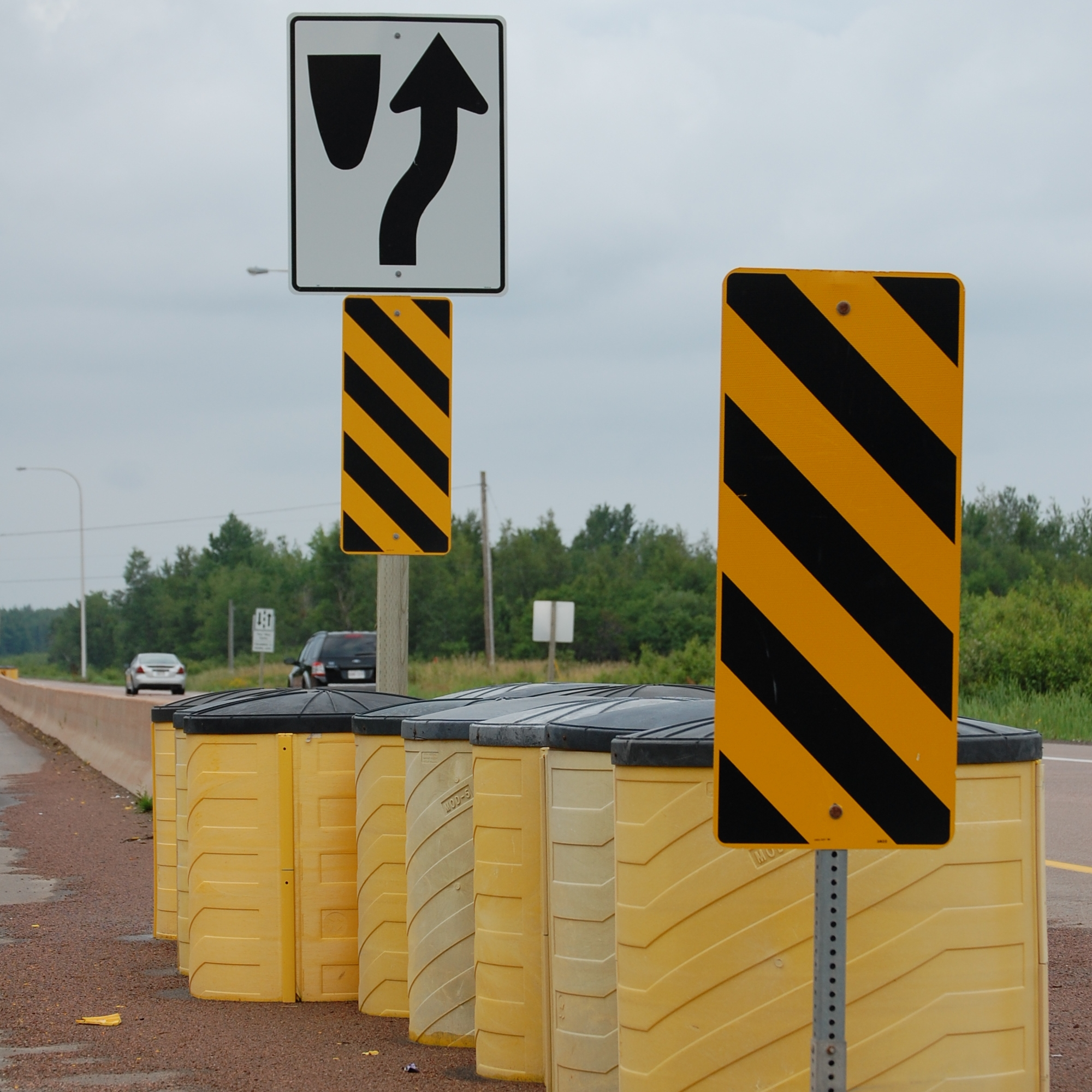
A Fitch Barrier a rögzített tereptárgyaktól óvja az autósokat

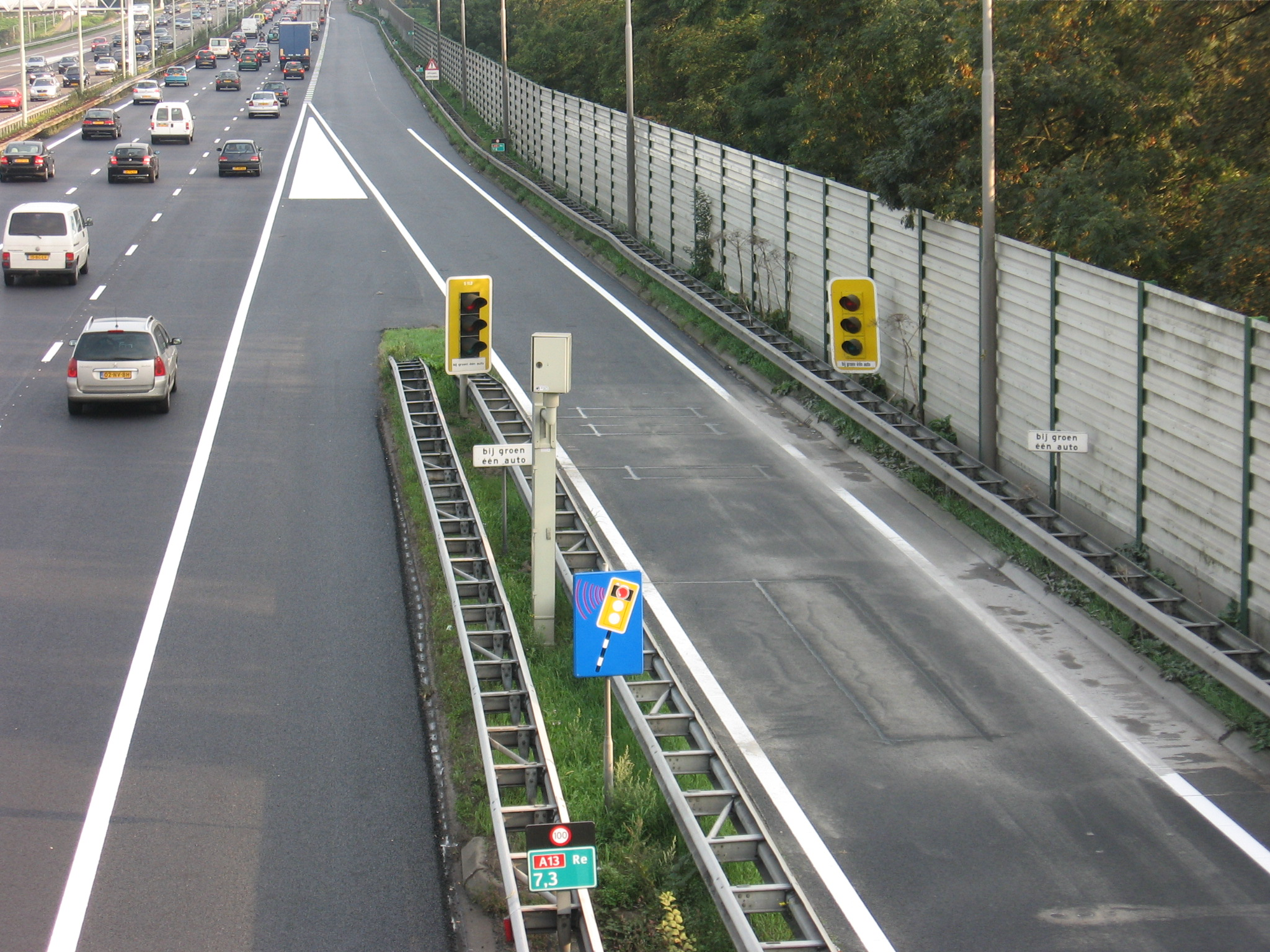
Energiaelnyelő szalagkorlátok a Delft-Észak autópálya-csomópontnál. A Fitch Compression Barrier gyakorlati alkalmazása.

Legfontosabb az a tevékenysége, ami a versenyzők, a versenypályákon megjelenő nézők, és a közutakon közlekedők életének megóvására irányult. Törekvéseit egyértelműen az 1955-ös Le Mans-i tragédia inspirálta, amint azt ő maga is hangoztatta.

Fitch érdeklődése azonban ennél is tovább ment, és a közúti közlekedésben is több találmányát alkalmazzák világszerte. Egyik leghétköznapibb és legjelentősebb újítása az autópályák és autóutak mentén rögzítetten elhelyezett műtárgyaknál alkalmazott energiaelnyelő védőeszközök. Megfigyelhető, hogy a problémát hasonlóan közelítette meg, mint a magyar származású Barényi Béla, de míg Barényi a jármű kialakításában keresett megoldást, Fitch a környezetet igyekezett biztonságosabbá tenni.
- A Fitch Barrier homokkal töltött tartályokból álló energiaelnyelő akadály, amely az ütközésnél jelentősen csökkenti a balesetet szenvedőre ható lassulást. Hazánkban az autópálya-leágazásoknál látható zöld műanyag elem is ennek a változata. A Fitch Barrier egy 2003-as számítás szerint az 1960-as évekbeli telepítésüktől számítva 17 ezer életet mentett meg.[12]

- A Fitch Compression Barrier egy olyan energiaelnyelő rendszer volt, amely az autóversenypályákon, akár az oválpályákon is, a versenyzőket védte a pályát szegélyező korlát vagy betonfal okozta sérüléstől, és lehetőleg megakadályozta a balesetet szenvedett jármű nagy erejű visszacsapódását a pályára. A rendszer lényege, hogy a korlát mögött olyan, rugalmatlan alakváltozásra képes energiaelnyelő elemeket alakítottak ki, amely a becsapódás hatására összenyomódva lassította le az ütközést szenvedő járművet. Ennek egy továbbfejlesztett változata látható a Formula–1-ben is. A használt autógumikból kialakított gumifal mellett egy másik kivitelezése a vízzel töltött műanyag elemek összekapcsolásából álló védőfal.[13] Ilyen védte meg a 2016-os Formula–1 ausztrál nagydíjon Fernando Alonso életét – 1970-ben hasonló balesetben Jochen Rindt életét veszítette.

- Ott, ahol a pálya (versenypálya vagy közút) mellett megfelelő tér áll rendelkezésre, egy másik találmánya, a Fitch Displaceable Guardrail (elmozdítható korlát) alkalmazásával lehet megóvni a balesetet szenvedőket. Ez a megoldás a szalagkorlát tartóelemeinek oldalirányú kitámasztása mellett való elmozdulását teszi lehetővé, mivel a tartók nincsenek a földbe ágyazva, és így a korlátelemek nyúlásával együtt elnyeli a becsapódás erejét. A korlát deformálódása a becsapódás szögének módosulása révén is csökkenti az erőhatásokat, és az elmozdulás megakadályozza a jármű útpályára visszasodródását.[14]

Fitch nem csak a jármű mozgását igyekezett elviselhető mértékben lassítani, hanem az úgy nevezett másodlagos ütközés hatásainak enyhítésén is sokat fáradozott. A másodlagos ütközés akkor következik be, amikor a baleset következtében hirtelen lelassuló jármű vezetője, utasa a tehetetlensége folytán a jármű falának, kormánykerekének, vagy más részének csapódik. A személyi sérüléseket többnyire közvetlenül ez okozza. A reimsi balesetét is annak köszönhetően élte túl, hogy már akkor, amikor a legtöbb versenyző elutasított bármiféle biztonsági övet (a jármű kigyulladásának igencsak reális veszélyétől jobban tartva, mint a kirepüléskor elszenvedett sérülésektől), ő a repülésben már megszokott ötpontos biztonsági övvel bekötve versenyzett, és nagy gondot fordított a bukósisakra is. A versenyzők biztonságára fejlesztett eszközeit tesztbábuk híján saját magán tesztelte. Lime Rock Parkban és máshol is tesztpályákat hozott létre, és nagy sebességű kamerákkal rögzítette, hogy mi történik vele az akár 70 mérföldes (112 km/h) sebességű ütközések során. „Sohasem sérültem meg.” – mondta erről. „Nem volt betervezve.” A fejlesztéseinek fő vonala a fej és a gerinc védelmére irányult.
- A Basic Driver Capsule (alap vezetői kapszula) a gerinc mozgását oltalmazó, két darabból álló, csuklón elfordulni képes támlájú biztonsági ülés, legalább négypontos biztonsági öv, és az üléshez is rögzített bukósisak együttes és összehangolt alkalmazása. Az ostorhatástól a fejtámaszhoz hasonlóan felnyúló ülés hátlap védett, az előre bicsakló nyakat az ülés hátuljához kapcsolt bukósisak óvta, és az egész ülést a jármű karosszériájához is rögzítették.[15]

- A Full Driver Capsule (teljes vezetői kapszula) az előbbi továbbfejlesztése volt, megerősített biztonsági övvel és sisak rögzítéssel, valamint az ülés továbbfejlesztésével. Ennél a megoldásnál az ülés még nagyobb védelmet adott, az ülőlap a combot teljes hosszában oltalmazta, és akár 100 mérföldes (160 kilométer per órás) sebességű ütközést is ki kellett bírnia benne a vezetőnek. A védelmi rendszer egyes elemei jól felismerhetők napjaink Formula–1-es és más géposztályba tartozó versenyautóin. A számos kategóriában alkalmazott HANS rendszer(en) Fitch találmányának továbbfejlesztett változata.[16]

Fejlesztéseit javarészt saját erejéből finanszírozta, némi segítséget a töréstesztekhez kapott autók és a Union Carbide műanyagipari cég technikai támogatása jelentett.

### Egyéb vállalkozásai
Fitch sokoldalúságának egyik kulcsa az volt, hogy ami érdekelte, azt igyekezett meg is valósítani, és ennek érdekében megszerezte a szükséges ismereteket. Számos területen tett kísérleteket, több-kevesebb sikerrel. Az Evans-féle víznélküli hűtési rendszeren is dolgozott, ami propilén-glikolt használt hűtőközegnek és nem igényelte, hogy túlnyomás legyen a hűtőrendszerben. A DeConti fékrendszer könnyű tehergépkocsikon és buszokon alkalmazott folyadékhűtéses fékrendszer volt. Számos szabadalmat jegyzett a járművek önszabályozó magasságállítású futóműve területén. A Fitch Fuel Catalyst katalizátor egy speciális ötvözet, ami az üzemanyag összetételét módosítva javítja az égést mind benzinhez, mind gázolajhoz használva, anélkül, hogy az üzemanyagban feloldódna. Kifejlesztett egy gazdaságos működésű fűtési rendszert is, kifejezetten a háztartások számára. Számos mérnökkel együttműködött, de akár orvosokkal is dolgozott közösen, amikor a biztonsági fejlesztéseihez ez szükséges volt. Ennek a munkának eredménye Fitch Cervical Traction Therapy a nyaki gerinc kompressziójának kezelésére. Autózással kapcsolatos biztonsági, kezelhetőségi, járműdinamikai kérdésekben gyakran állt szakértőként kutatások, kormányzati szervek rendelkezésére.
Számos cégben volt hosszú élete során érdekelt, tulajdonosként vagy betétesként, társként vagy együttműködőként. Csak néhány példa gyanánt ilyenek voltak a John Fitch & Co., Inc., Advanced Power Systems International, Race Safety, Inc., Impact Attenuation, Inc., Impact Dynamics, LLC., Roadway Safety Service Inc., DeConti Industries Inc., Consulier Industries, Inc., Highway Safety Research Corp. Öregkorára nevével szorosan összeforrt a Lime Rock Park versenypálya, amelyet sokáig ő irányított.

## A veterán versenyző
Fitch aktív és lendületes maradt öregkorára is, és a versenyautóktól sem akart távol maradni. Nevezetessé vált tenniakarása és energiája, amiről úgy nyilatkozott, hogy

2005-ben különleges kategóriában állított fel sebességi rekordot, 88 évesen. A Boneville-i sóstó medrében kialakított pályán, számos sebességi rekord helyszínén egy ötvenéves sirályszárnyú Mercedes 300SL kormánya mögé ült, amilyennel a Mille Miglián kategóriagyőzelmet aratott 1955-ben. Nagy bánatára egy műszaki hiba és az eső arra kényszerítette, hogy bár eredetileg 170 mérfölddel terveztek csúcsot dönteni, ne lépje túl a 150 mérföldes (kicsivel több mint 240 kilométer per órás) sebességhatárt.
2010-ben meghívták Le Mans-ba, hogy a Corvette-ek győzelmére közösen emlékezzenek. Még arra is lehetőséget kapott, hogy körbemenjen a pályán azzal az 1960-as Corvette versenyautóval, amit akkor Bob Grossmannel vezetett. A verseny szervezői úgy gondolták, hogy a jócskán nyugdíjas korú vendég majd szépen utasként körbeautózik az ötvenéves kocsival, de Fitch közölte, hogy ha nem vezethet, azonnal hazarepül. Végül 92 évesen elindulhatott annyi híres vagy hírhedt versenye helyszínén, és ismét versenyautót vezethetett a Circuit de la Sarthe aszfaltján. Doug Fehan, a Corvette Racing akkori csapatvezetője és a csapat tagjai állva tapsolták meg.

## Elismerései
Amellett, hogy elnöki elismerésben is részesült, több kitüntetést is kapott a háborúban betöltött szerepéért, és a hadifogság miatt Bíbor Szívvel is jutalmazták. A biztonság terén tett fél évszázados szolgálatait 1998-ban a Transportation Safety Research (közlekedési, -biztonsági és -fejlesztési kormányzati szervezet) és a National Academy of Science (kormányzati tudományos akadémia) részéről a Kenneth Stonex Roadside Safety Award adományozásával ismerték el. Versenyzői tevékenységét és a versenyek, versenyzők és nézők biztonságáért több szervezet is a hírességei közé választotta, így a Corvette Hall of Fame tagjai közé 2000-ben, a Sebring Hall of Fame tagjai közé 2002-ben, az SCCA Hall of Fame tagjai közé 2005-ben, a Motorsports Hall of Fame of America tagjai közé 2007-ben került.

## Magánélete
A magas, vékony, nyílt és jó humorú John Fitch amatőr vitorlázó volt, és megpróbálkozott a gazdálkodással is. 1949-ben az első versenyére elhívott egy Elisabeth nevű lányt „boksz személyzetnek” a bridgehamptoni futamra. Fitch még sohasem vezetett autóversenyen, Elisabeth még nem is volt versenyen egyáltalán. Amikor meglepetésként az ötödik helyet sikerült megszereznie, Fitch elvitte ebédelni a „csapattársát”, és rögtön meg is kérte a kezét, mire Elisabeth igent mondott. Mrs. Fitch 2009-ben hunyt el, addig elválaszthatatlan társa volt, aki a versenypályák kényelmetlenségeit is vállalva és a fejlesztőmérnök önfeláldozó teszteléseit megértően viselve, odaadó módon támogatta.

Elisabeth halála után John Fitch a közeli barátai számára láthatóan veszített a lendületéből, de kitartóan megmaradt közös házukban és ellátta magát és a Lime Rock Park körüli tennivalóit is. Otthona a versenypálya közelében egy 1767-ben épült udvarház volt, amit ő „tanyának” nevezett (homestead), tele autótörténeti emlékekkel, könyvekkel, és az éppen aktuális munkáival kapcsolatos papírokkal – ennek fenntartása is sok tennivalót jelentett számára. A birtokán folytatott fejlesztései miatt Connecticut hatóságai talajszennyezés miatt eljárást indítottak ellene, amely haláláig nem zárult le.
Három fiú édesapja – John, Christopher (Kip), és Stephen – mindhármat a felesége hozta világra.
John Fitch 2012. október 31-én, 95 éves korában, Merkel sejtes karcinóma miatt hunyt el a Lime Rock Park közeli otthonában, Lime Rock mellett.

## Fitch a médiában
- John Fitch 1954-ben filmben is szerepelt: a Maseratik és Ferrarik csatájáról szóló The Racers (az Egyesült Királyságban Such Men are Dangerous) című 20th Century Fox produkcióban egy monacói versenyen vezetett Kirk Douglas helyett, aki nem akart a forgatás kedvéért Európába utazni. A forgatás érdekessége az volt, hogy abban az évben nem volt Monte Carlóban futam, így díszletekkel kellett rekonstruálni a pályát és környezetét. A forgatási engedély megszerzéséhez nagyban hozzájárultak Fitch kapcsolatai. A film felvételén Alberto Ascari is részt vett, aki a következő évben az igazi versenyen a tengerbe zuhant kocsijával.[3]
- Fitch két önéletrajzi könyvet adott ki. Az első Adventure on Wheels (Kalandok kerekeken, William F. Nolannel közösen (1959)), a második Racing with Mercedes (Versenyzés Mercedesszel, Daniel Kleinnel közösen, (2006)) címmel.
- Art Evans The Amazing Life of John Cooper Fitch (John Cooper Fitch csodálatos élete) címmel jelentetett meg róla életrajzot 2014-ben.

## Eredményei

### Legjelentősebb versenyei
| Évad | Sorozat                                  | Helyezés | Csapat                                        | Autó                                                                    |
| ---- | ---------------------------------------- | -------- | --------------------------------------------- | ----------------------------------------------------------------------- |
| 1951 | SCCA Nemzeti sportkocsi bajnokság        | 1.       | Briggs S. Cunningham Bill Spear               | Cunningham-Chrysler C2-R Ferrari 195 S Ferrari 340 America Jaguar XK120 |
|      | Gran Premio de Eva Duarte Perón – Sport  | 1.       |                                               | Allard-Cadillac J2                                                      |
|      | Elkhart Lake autóverseny                 | 1.       | Briggs S. Cunningham                          | Cunningham-Chrysler C2-R                                                |
|      | Miller Trophy                            | 1.       | Bill Spear                                    | Ferrari 195 S                                                           |
|      | Hoffman Trophy                           | 1.       |                                               | Jaguar XK120                                                            |
|      | Riviera Beach Trophy                     | 1.       | Bill Spear                                    | Ferrari 340 America Touring Barchetta                                   |
|      | Watkins Glen-i hat órás autóverseny      | 2.       | Briggs S. Cunningham                          | Cunningham-Chrysler C2-R                                                |
| 1952 | 200 mérföldes Elkhart Lake-i autóverseny | 1.       | Briggs S. Cunningham                          | Cunningham-Chrysler C4-R                                                |
|      | Seneca Cup                               | 1.       | M. E. Hoffman                                 | Jaguar XK120C                                                           |
|      | 4 órás Turner Trophy                     | 1.       | Briggs S. Cunningham                          | Cunningham-Chrysler C4-R                                                |
|      | SCCA nemzeti sportkocsi bajnokság        | 5.       | Colby Whitmore Briggs Cunningham M.E. Hoffman | Jaguar XK120 Cunningham-Chrysler C4-R Jaguar C-Type                     |
| 1953 | MacDill hatórás autóverseny              | 1.       | Briggs S. Cunningham                          | Cunningham-Chrysler C4-R                                                |
|      | 1953-as sebringi 12 órás autóverseny     | 1.       | Briggs S. Cunningham                          | Cunningham-Chrysler C4-R                                                |
|      | King George Cup                          | 1.       | Briggs S. Cunningham                          | Cunningham-Chrysler C4-R                                                |
|      | Orange Empire National Sports Car Races  | 1.       | Briggs S. Cunningham                          | Cunningham-Chrysler C4-R                                                |
|      | Le Mans-i 24 órás verseny                | 3.       | Briggs S. Cunningham                          | Cunningham-Chrysler C5-R                                                |
|      | Rheinland-Pfalz Preis                    | 3.       |                                               | Porsche 356                                                             |
| 1954 | Gov. Dan McCarty Memorial Race           | 3.       | Cunningham/Momo                               | Ferrari 250 MM                                                          |
|      | SCCA nemzeti sportkocsi bajnokság        | 6.       | Briggs S. Cunningham                          | Cunningham-Chrysler C4-R Ferrari 375 MM                                 |
| 1955 | RAC Tourist Trophy                       | 1.       | Daimler-Benz AG                               | Mercedes-Benz 300 SLR                                                   |
| 1956 | Jaguar Trophy Race                       | 1.       | Briggs S. Cunningham                          | Jaguar D-Type                                                           |
| 1957 | 1 órás Thompson                          | 1.       | Fred Procter                                  | Maserati 150S                                                           |
|      | Nassau Memorial Trophy Race              | 3.       | Vincent Andrus                                | Maserati 200S                                                           |

## Fordítás
- Ez a szócikk részben vagy egészben  a   John Fitch (racing driver) című angol Wikipédia-szócikk ezen változatának fordításán alapul.  Az eredeti cikk szerkesztőit annak laptörténete sorolja fel. Ez a jelzés csupán a megfogalmazás eredetét és a szerzői jogokat jelzi, nem szolgál a cikkben szereplő információk forrásmegjelöléseként.